# Picauville
Picauville is een gemeente in het Franse departement Manche in de regio Normandië. De gemeente maakt deel uit van het arrondissement Cherbourg. Picauville telde op 1 januari 2022 3.222 inwoners.

## Geschiedenis
De gemeente was onderdeel van het kanton Sainte-Mère-Église totdat dat op 22 maart 2015 werd opgeheven en de gemeenten ervan werden opgenomen in het kanton Carentan, dat op 5 maart 2020 werd hernoemd naar kanton Carentan-les-Marais.
Op 1 januari 2016 werden de gemeenten Amfreville en Gourbesville, die ook onderdeel waren geweest van kanton Sainte-Mère-Église, en de gemeenten Cretteville, Houtteville en Vindefontaine, die voor 22 maart 2015 onderdeel waren van het op die dag eveneens opgeheven kanton La Haye-du-Puits, aangehecht bij Picauville waardoor de oppervlakte van de gemeente bijna verdrievoudigde en het aantal inwoners toenaam van nog geen tweeduizend tot ruim drieduizend. Op 1 januari 2017 werd ook de gemeente Les Moitiers-en-Bauptois van het kanton Bricquebec aangehecht. Op 5 maart 2020 werd dook dit deel van de gemeente opgenomen in het kanton Cherbourg.

## Geografie
De oppervlakte van Picauville bedroeg op 1 januari 2022 64,89 vierkante kilometer; de bevolkingsdichtheid was toen 49,7 inwoners per km².
De onderstaande kaart toont de ligging van Picauville en de deelgemeenten met de belangrijkste infrastructuur en aangrenzende gemeenten.

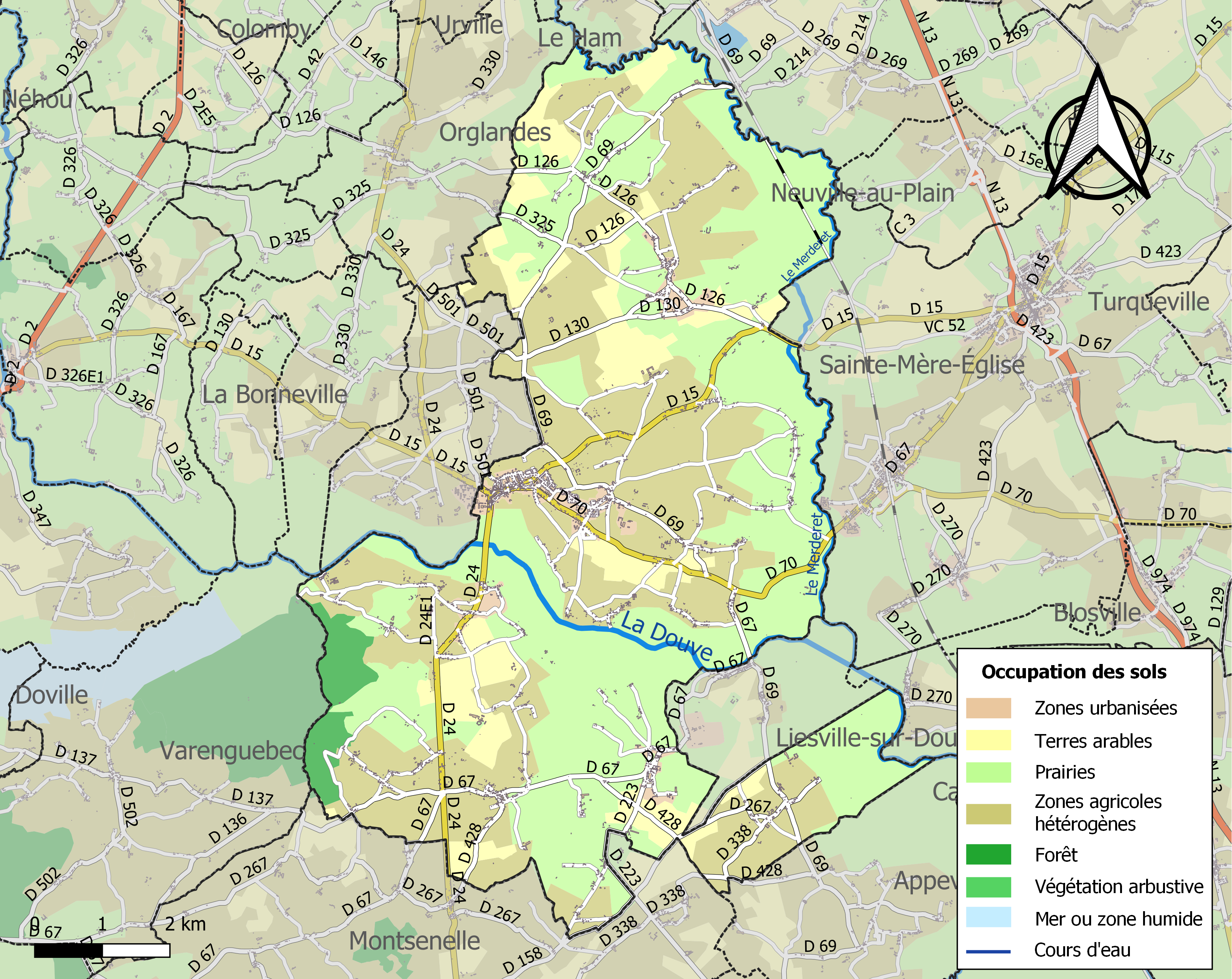
Kaart van de gemeente met de belangrijkste infrastructuur, bodemgebruik en omliggende gemeenten

## Demografie
Onderstaande figuur toont het verloop van het inwonertal (bron: INSEE-tellingen).

Amfreville · Cretteville · Gourbesville · Houtteville · Les Moitiers-en-Bauptois · Picauville · Vindefontaine
Appeville · Audouville-la-Hubert · Auvers · Baupte · Beuzeville-la-Bastille · Blosville · Boutteville · Carentan les Marais · Carquebut · Catz · Hiesville · Liesville-sur-Douve · Méautis · Neuville-au-Plain · Picauville · Ravenoville · Saint-André-de-Bohon · Sainteny · Sainte-Marie-du-Mont · Sainte-Mère-Église · Saint-Georges-de-Bohon · Saint-Germain-de-Varreville · Saint-Hilaire-Petitville · Saint-Martin-de-Varreville · Sébeville · Turqueville · Vierville